# Margery Allingham
Margery Louise Allingham (ur. 20 maja 1904 w Ealing w Londynie, zm. 30 czerwca 1966) – brytyjska pisarka, autorka licznych powieści kryminalnych, opowiadań i sztuk teatralnych, znana głównie jako twórczyni postaci detektywa amatora Alberta Campiona.
Pierwszą książkę Margery Allingham opublikowała mając lat dziewiętnaście. Była to powieść z motywami okultystycznymi pt. Blackkerchief Dick (1923). W 1927 r. Allingham wydała pierwszą powieść kryminalną, The White Cottage Mystery.
Główny bohater powieści Margery Allingham, Albert Campion, detektyw amator z wyższych sfer, o niepozornej powierzchowności i owianej mgłą przeszłości, pojawił się po raz pierwszy w The Crime at Black Dudley (1929). Wraz ze służącym Luggiem, byłym włamywaczem, Campion jest bohaterem siedemnastu powieści i ponad dwudziestu opowiadań Allingham. Do najbardziej znanych należy powieść pt. The Tiger in the Smoke (1952), studium osobowości zbiegłego z więzienia wielokrotnego zabójcy, w której Campion odgrywa rolę drugoplanową. Powieść Allingham, The Tiger in the Smoke sfilmował w 1956 r. Roy Ward Baker.
Margery Allingham jest obecnie mniej popularna niż inne pisarki "złotego wieku" brytyjskiej powieści kryminalnej, takie jak Agatha Christie, Dorothy L. Sayers, Ngaio Marsh czy Josephine Tey. Pewien wzrost zainteresowania jej twórczością przyniósł serial BBC w latach 1989-1990. Od 2004 roku powieści Margery Allingham są wznawiane przez wydawnictwo Random House.
Na język polski przetłumaczono jedną powieść Margery Allingham, More Work for the Undertaker (1948), która ukazała się pod tytułem Jak najwięcej grobów w przekładzie Ireny Doleżal-Nowickiej (Iskry, 1973) w serii Klub Srebrnego Klucza.

## Dzieła
- The Crime at Black Dudley, 1929
- Look to the Lady [Stany Zjednoczone: The Gyrth Chalice Mystery], 1931
- Death of a Ghost, 1934
- Flowers for the Judge [Stany Zjednoczone: Legacy in Blood], 1936
- Dancers in Mourning [Stany Zjednoczone: Who Killed Chloe?], 1937
- The Fashion in Shrouds, 1938
- Traitor's Purse, 1941
- More Work for the Undertaker, 1948; przekł. polski Ireny Doleżal-Nowickiej 1973
- The Tiger in the Smoke, 1952
- The Beckoning Lady [Stany Zjednoczone: The Estate of the Beckoning Lady], 1955